# Napolitaans lied
Het Napolitaanse lied, in het (standaard-)Italiaans: canzone napoletana, is een aanduiding voor liederen uit de stad Napels en omgeving in Zuid-Italië.
De Napolitaanse stijl van zingen is ook overgenomen buiten Italië, onder meer door Willy Alberti, Elton John, Paul McCartney, Celine Dion en René Riva.
Enkele bekende Napolitaanse liederen zijn:
- Santa Lucia van Teodoro Cottrau, 1849, over een haven bij Napels
- Funiculì Funiculà, 1880, over de kabelbaan van de Vesuvius
- 'O sole mio (Mijn zon), 1899, liefdeslied
- Torna a Surriento (Terugkeer in Sorrento) van Ernesto de Curtis, 1905
- 'O Surdato 'Nnamurato (De verliefde soldaat), 1915
- Tu vuo' fa' l'americano van Renato Carosone, 1956